# 13025 Zurich
Zurich (asteroide 13025) é um asteroide da cintura principal, a 1,7196758 UA. Possui uma excentricidade de 0,2782714 e um período orbital de 1 343,38 dias (3,68 anos).
Zurich tem uma velocidade orbital média de 19,29551653 km/s e uma inclinação de 23,87937º.
Este asteróide foi descoberto em 28 de Janeiro de 1989 por Paul Wild.